# زنان در انقلاب آمریکا

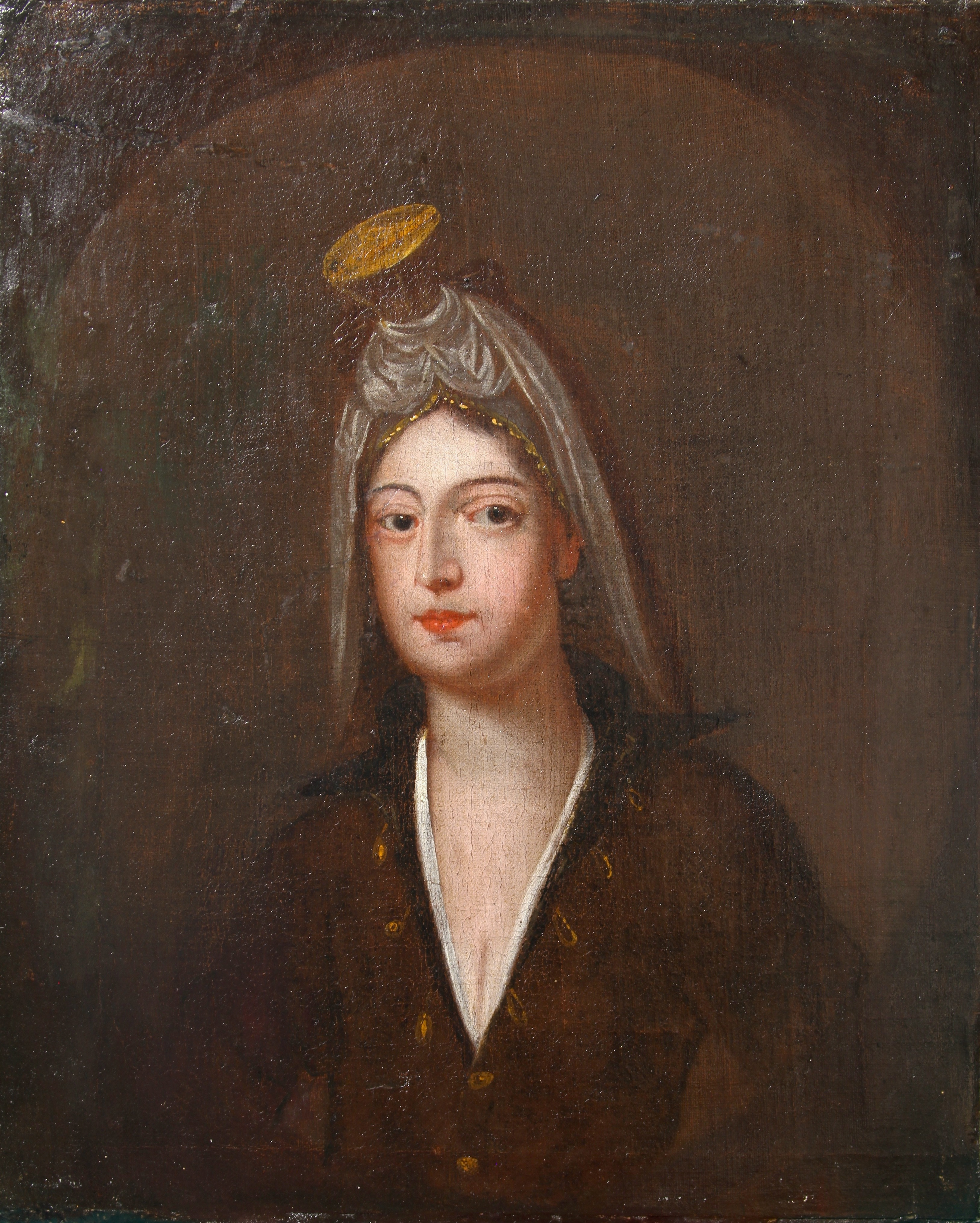
الیزابت تئوس ۱۷۴۲–۱۷۹۷، ۲۳ ساله، اولین فرزند تئوس و الیزابت شوملوفل با تاج شاخ و شاخ پودر و لباس ستیزه‌جویی استعماری، آماده جنگ برای آزادی.

زنان در جنگ انقلاب آمریکا بسته به موقعیت اجتماعی خود (که نژاد در آن نقش داشت) و دیدگاه‌های سیاسی خود نقش‌های مختلفی را ایفا می‌کردند.
جنگ انقلابی آمریکا پس از آن رخ داد که هفت اقدام اجباری یا غیرقابل تحمل در کلنی‌ها توسط بریتانیا انجام شد. آمریکایی‌ها با تشکیل کنگره قاره‌ای و رفتن به جنگ با انگلیس پاسخ دادند. جنگ بدون حمایت گسترده ایدئولوژیک و همچنین مادی زنان و مردان ساکن کلنی‌ها پیشرفت نمی‌کرد. در حالی که سیاست رسمی شامل زنان نمی‌شد، رفتارهای معمولی خانگی با برخورد زنان با انقلاب دارای اهمیت سیاسی می‌شد. توقف فعالیت‌های روزمره، مانند نوشیدن چای انگلیسی یا سفارش لباس از انگلیس، نشان دهنده مخالفت استعمار در طول سال‌های منتهی به جنگ و در طی آن بود.
اگرچه این جنگ این سؤال را به وجود آورد که آیا یک زن می‌تواند وطن‌پرست باشد یا نه، زنان در کلنی‌های جداگانه نشان دادند که می‌توانند. حمایت‌ها عمدتاً از طریق مشاغل سنتی زنان در خانه، اقتصاد داخلی و مشاغل همسران و پدرانشان ابراز می‌شد. زنان با تحریم کالاهای انگلیس، تولید کالا برای سربازان، جاسوسی از انگلیسی‌ها و خدمت در نیروهای مسلح که در لباس مردان پوشیده بودند، شرکت می‌کردند.
این جنگ همچنین بر زندگی زنانی که به ولیعهدی وفادار مانده بودند، یا کسانی که از نظر سیاسی بی‌طرف ماندند، تأثیر گذاشت. در بسیاری از موارد، تأثیر مخرب بود.